# ベルリンの戦い
ベルリンの戦い（ベルリンのたたかい、ドイツ語: Schlacht um Berlin、英語: Battle of Berlin)は、第二次世界大戦末期、1945年4月16日のソビエト赤軍のゼーロウ高地攻撃開始から、総統地下壕におけるアドルフ・ヒトラーの自殺、国会議事堂の陥落、5月2日のドイツ国防軍のベルリン防衛軍司令官ヘルムート・ヴァイトリング砲兵大将の降伏に至るまで、ベルリン周辺で展開された赤軍とドイツ軍の戦闘のことである。

## 戦いの背景
1944年6月22日、ソビエト赤軍によって開始されたバグラチオン作戦の結果、ドイツ軍はソ連領からほぼ駆逐された。1945年1月20日、赤軍は東プロイセンに侵入、遂にドイツ領内へ進撃した。参謀総長ハインツ・グデーリアンはラジオ放送を通じて「赤軍本土侵攻」を報じ国民の注意を喚起、ヒトラーにベルリン防衛の強化を進言するが、ヒトラーは1月23日の会議でオーストリアとドイツの石油の80%を供給するハンガリーの防衛を優先、ベルリン防衛予定部隊から第6SS装甲軍を抽出してハンガリーに派遣することを決定した（春の目覚め作戦）。しかし、この部隊は派遣先のハンガリーで壊滅した。
3月28日、ヒトラーはキュストリン橋頭堡の失陥をめぐって対立したハインツ・グデーリアンを参謀総長から解任、後任にハンス・クレープスを任命した。状況は悪化しており、首都ベルリンの運命はオーダー河戦線のヴァイクセル軍集団隷下の第3装甲軍と第9軍、中央軍集団隷下の第4装甲軍に委ねられていた。しかし予備兵力は薄く、書類上は師団でもその戦力は著しく低下しており、国民擲弾兵や武装SSの外国人義勇兵など、即席部隊で対応しなければならなかった。また、その即席部隊は末端兵士だけでなく、指揮官も忠誠心の強さのみで取り立てられたものが多かった。そのため、実質的な指揮官は叩き上げの軍人であるヘルムート・ヴァイトリング砲兵大将やヴィルヘルム・モーンケSS少将らに委ねられている状態であった。

## オーデル〜ナイセ河の攻防

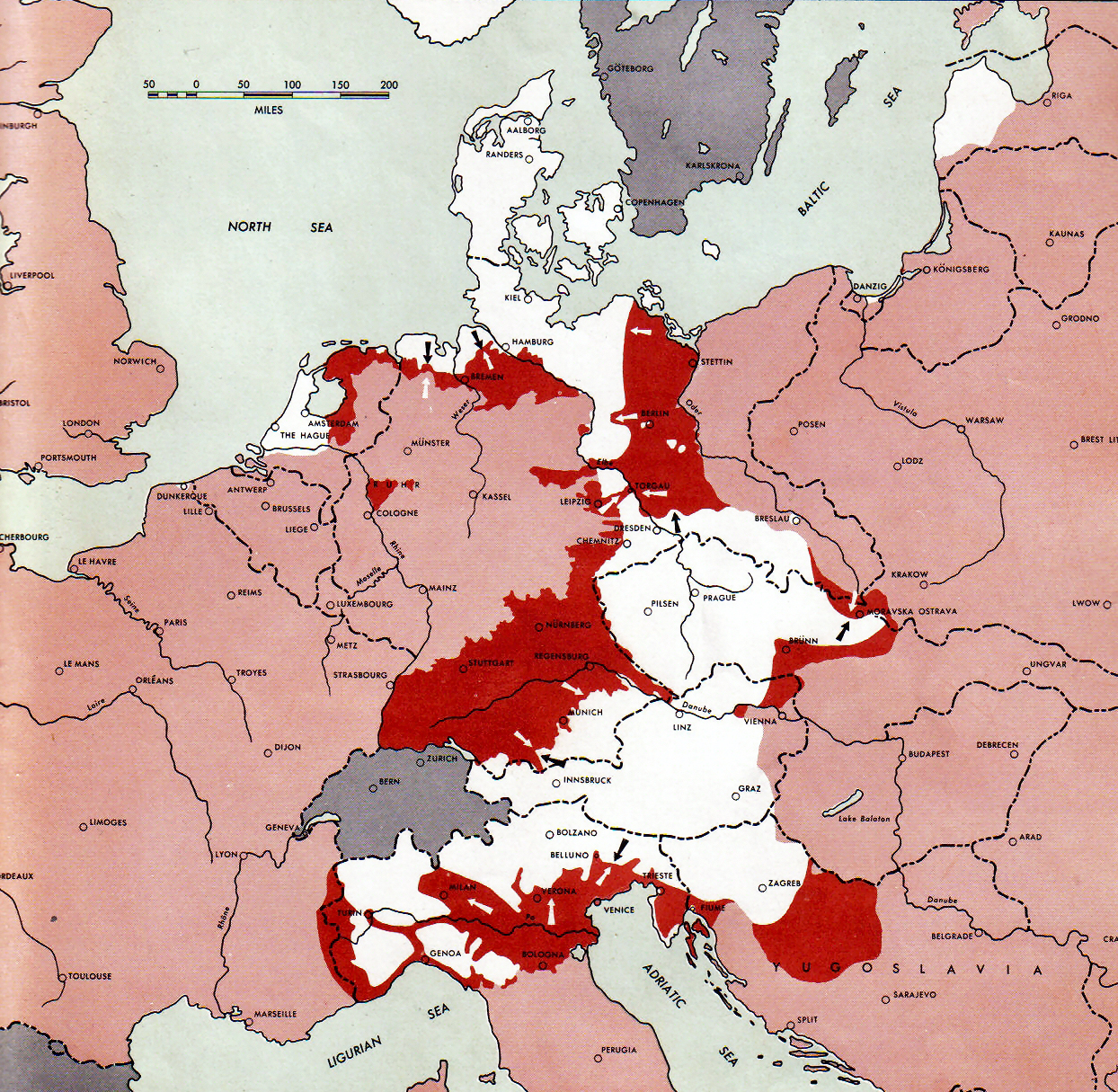
5月1日の戦線図

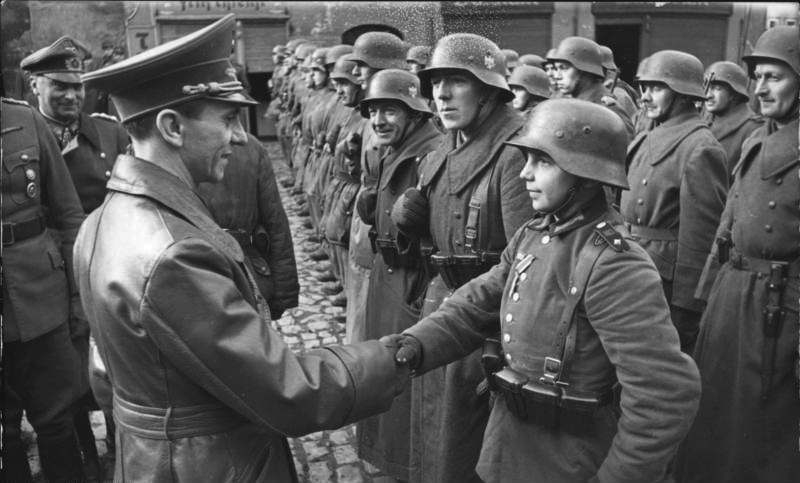
ラウバンで兵士を慰問するヨーゼフ・ゲッベルス（1945年3月）

1945年4月16日、赤軍はベルリン占領を目的とするベルリン作戦を発動した。作戦は午前5時、オーダー川からゲオルギー・ジューコフ元帥率いる第1白ロシア方面軍の30分間にわたる猛砲撃で開始、続いてドイツ軍守備兵の目を晦ませるため140のサーチライトを照射し、渡河攻撃が行われた。しかし、この照射はドイツ軍の目を晦ますどころか、逆にドイツ軍砲兵のために赤軍を照らし出す結果となった。又、ヴァイクセル軍集団の司令官ゴットハルト・ハインリツィ上級大将の命令により、前日、第1線陣地から第2線陣地にドイツ軍守備隊は後退していたため、猛砲撃の効果も無かった。このためオーデル河を渡河した赤軍はゼーロウ高地でテオドーア・ブッセ大将率いるドイツ第9軍の頑強な抵抗に遭い、攻撃は頓挫した。一方、イワン・コーネフ元帥率いる第1ウクライナ方面軍も午前6時、ナイセ河から攻撃を開始し、砲撃と煙幕の援護を受け渡河を行った。午前8時35分、133ヶ所の渡河点を確保したコーネフは第3親衛戦車軍に命令を送り、南方からベルリンに侵攻する準備を指示した。
4月17日ジューコフはゼーロウ高地のドイツ軍防衛陣地を破り、18日早朝までに同高地を占領し、ミュンヒェベルクへ向け第8親衛軍と第1親衛戦車軍を進めた。しかし、ドイツ空軍の支援を受けたミュンヒェベルク装甲師団が、これらの赤軍を叩き、大損害を与えた。だが、19日にはドイツ第9軍の戦線は突破され、第101軍団は北へ、第56装甲軍団はベルリンに、SS第9装甲軍団とSS第5山岳軍団、フランクフルト・アン・デア・オーダー守備隊はブッセ直接指揮のもと、南へ後退した。

## ベルリンからの脱出

### ナチス高官のベルリン脱出
4月20日、ヒトラーの誕生日を祝うために、軍高官およびナチス党高官が総統官邸に集まった。この日開催された軍事会議で、アメリカ軍と赤軍がエルベ河で合流した場合に備えドイツ北部をカール・デーニッツ元帥が指揮することとなった。又、各種政府機関も即時ベルリンを退去することが決まった。会議が終わると、政府の大部分だけでなくヘルマン・ゲーリングやエーリヒ・レーダー等も立ち去っていった。
一方、ベルリン防衛司令官ヘルムート・ライマン中将の事務室には、ナチス党の幹部が口実を設け、ベルリン立ち退きの許可証を求め集まってきた。ベルリン防衛責任者のヨーゼフ・ゲッベルスは、武器を持てる者は一人もベルリンを離れてはならないと布告しており、ベルリン防衛司令部の許可証が無ければベルリンを退去することができなかったためであったが、これをライマンの副官は嘲笑していた。結局、ライマンは彼等に2000枚以上の許可証を発行した。

### 日本の要請
4月15日、ドイツの敗北を確信した東京の海軍軍令部はベルリン脱出寸前の阿部勝雄中将宛に緊急電報を発信し、「残存するUボートをできるだけ多く日本に回航するようドイツ海軍に要請し、その実現に努力せよ」との指令を行った。この要請に海軍総司令官デーニッツ元帥は、燃料不足を理由に拒絶の意を示した。しかし、指令を果たすために、阿部はその後、ヨアヒム・フォン・リッベントロップ外務大臣と折衝を行い再度交渉を行ったが、デーニッツからは要望には応じられない旨、4月20日に最終的な回答を受けた。
その日、阿部は総統官邸に赴き、ヒトラーの誕生日を祝う記帳を行った後、デーニッツからの最終回答とベルリンから脱出する旨打電し、ベルリン包囲網が閉じる寸前に、ハンブルク方面へ脱出した。なお多くの大使館員と民間人はベルリン郊外に避難したほか、一部は大使館内に残った。

## ベルリンの包囲
4月20日、コーネフはさしたる抵抗を受けることも無く、バールートを陥落させ、ドイツ陸軍総司令部のあるツォッセンに達しようとしていた。一方ジューコフは、ドイツ第56装甲軍団の抵抗もあり思うように進撃できていなかったが、21日には第1機械化軍団がベルリン郊外のヴァイセンゼーに突入し、ベルリン中心部へ向け重砲による砲撃を始めた。翌22日、第3親衛戦車軍と第4親衛戦車軍がテルトウ運河に到達し、23日にはベルリン郊外市街地へ突入を始める。
翌24日、第56装甲軍団の司令官ヘルムート・ヴァイトリング大将が急遽ベルリン防衛軍司令官に任ぜられ、率いる残余部隊をベルリン市街の各所に配置した。政府機関に近いアンハルト駅付近に第11SS義勇装甲擲弾兵師団 ノルトラント、総統官邸付近はヴィルヘルム・モーンケSS少将が率いる武装親衛隊、ヴィルマースドルフ付近にはミュンヒェベルク装甲師団、ヴァンゼー、ポツダム、グルーネヴァルト、ハーレンゼー方面には第20装甲擲弾兵師団、フリードリヒ通り駅付近に第9降下猟兵師団が配置、第18装甲擲弾兵師団が予備とされた。しかし、どの師団も定数を下回る寄せ集めであり、50万人近い赤軍の前に包囲網は狭まっていった。
4月25日、コーネフの第4親衛戦車軍がポツダム郊外へ到達して、ベルリン包囲が完成した。

## ベルリン市街戦

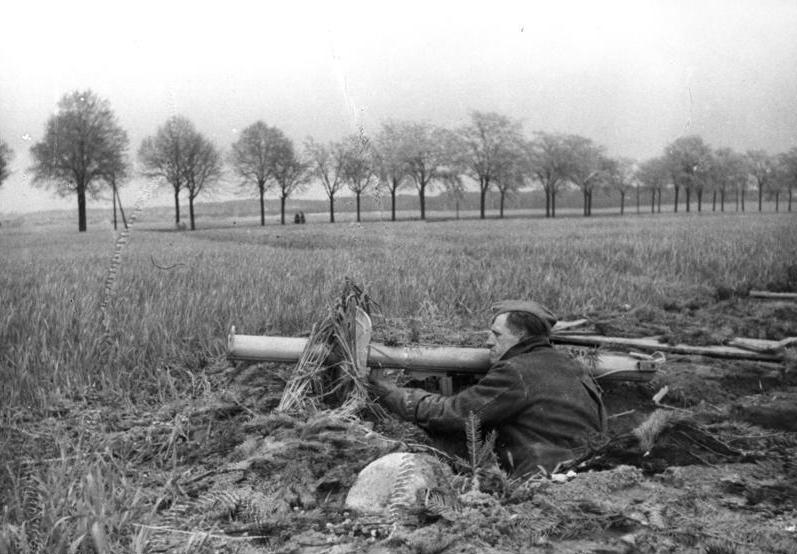
ベルリンでパンツァーシュレックを構える国民突撃隊員

4月初頭のベルリンでは赤軍がいつ攻め込んでくるかわからない状況で、市内は熱病にとりつかれたような恐怖と絶望に包まれていた。ナチス党員は降伏すれば即決裁判で処刑されるのは確実であったため、狂信的な決意をもって1人でも多くの赤軍将兵を道連れにすることを考えていた。ヒトラーは助かる道を完全に閉ざされていたため、ドイツの人種、文化、建造物まで全てを道連れにする覚悟を決めていた。
赤軍の砲撃が市内に直接届く段階になると、市民の多くはベルリン市内のティーアガルテン、フンボルトハイン市民公園、フリードリヒスハイン市民公園の3箇所に建てられた高射砲塔（通称「G塔」、詳細はベルリンの高射砲塔を参照）をはじめ、軍が構築したコンクリート製の大型防空壕や、地下鉄の駅構内、下水道、個人宅の庭に掘った防空壕、個人宅の地下室など、身を潜められる所にはどこでも避難したが、動くことすらままならず水道も断水され衛生状況は悪かった。
そのうち送電が断たれたためラジオ放送すら聴くことが不可能になった。情報を求める市民の間では、もうすぐアメリカ軍が救援のために味方してくれるなどの信憑性に乏しい噂が流れた。戦争の終盤になってもナチスの宣伝省は相変わらず愛国のために徹底抗戦を訴えるプロパガンダを放送していたが、多くの市民にとっては既にどうでもよい事柄で、生き残ることだけを考えていた。白旗を掲げる家では親衛隊に狙撃され、何もしなければソビエト兵に殺される状態であり、もはや助かる道はアメリカ軍に降伏する以外になかった。
戦いが長引くにつれ地下壕や病院は負傷兵で一杯になった。医薬品も麻酔薬も不足していたため、負傷兵は傷を負ったまま放置された。そこら中に四肢が欠けて骨がむき出しになった兵士や、血まみれで包帯が巻かれた負傷兵や死体が横たわっていた。既に戦闘不可能な負傷兵が集う場所も砲撃に晒されたため、ある野戦病院では看護婦がシーツと口紅で赤十字の旗を作って掲げたが、旗の意味を理解できないか、意図的に無視した等の理由により赤軍の砲撃が止む事はなかった。生き残ったドイツ人は「ベルリンは地獄と化していた」と記している。

### ヒトラーの自殺
4月29日、親衛隊長官ハインリヒ・ヒムラーが西側連合国に対し降伏を申し出たことがBBCを通じて世界中に放送され、ヒトラーに最後の打撃を与えた。終末が近づいたことを悟った彼は、個人的、政治的遺書の口述を行い、遺書の中ではデーニッツを大統領、ゲッベルスを首相にそれぞれ任命して政府の管理を委ねることになっていた。そして、ヒトラーはエヴァ・ブラウンと結婚した。
翌30日の15時20分、ヒトラーとエヴァは、総統地下壕の居間でピストル及び毒薬を使用して自殺した。遺骸は官邸の庭に運び出され、ガソリンを注がれ焼かれた後、砲弾穴へ葬られた。

### ベルリンの無条件降伏
ヒトラーの遺言で任命された新ドイツ政府の首相ゲッベルスは、ソ連と講和交渉を行うため、参謀総長のハンス・クレープス大将を軍使として派遣し、2時間にわたる停戦の申し入れを行ったが、赤軍はその申し入れを退け、ベルリンの無条件降伏を要求した。ゲッベルスはこの要求を拒絶し、代わりにベルリン防衛軍による赤軍のベルリン包囲網を突破する作戦の敢行を許可した。しかし、既に包囲網突破は不可能な状態であり、5月1日から2日にかけ、ベルリン防衛軍は降伏した。それまで徹底抗戦を訴え続けていたゲッベルスは、赤軍との停戦交渉が失敗に終わると、デーニッツにヒトラー死去の知らせを送り、その後、妻と子供6人を道連れに自殺した。
陥落寸前の国会議事堂に立てこもり最後まで抵抗した独軍兵はフランスやノルウェーといった占領地からの志願兵やソビエトからの寝返り捕虜兵が多くを占めていたと記録されている。彼らは仮に米英軍側に投降したとしても祖国に送還されれば裏切り者としての迫害と処刑を免れないがゆえ、ドイツ人兵以上に必死であった。

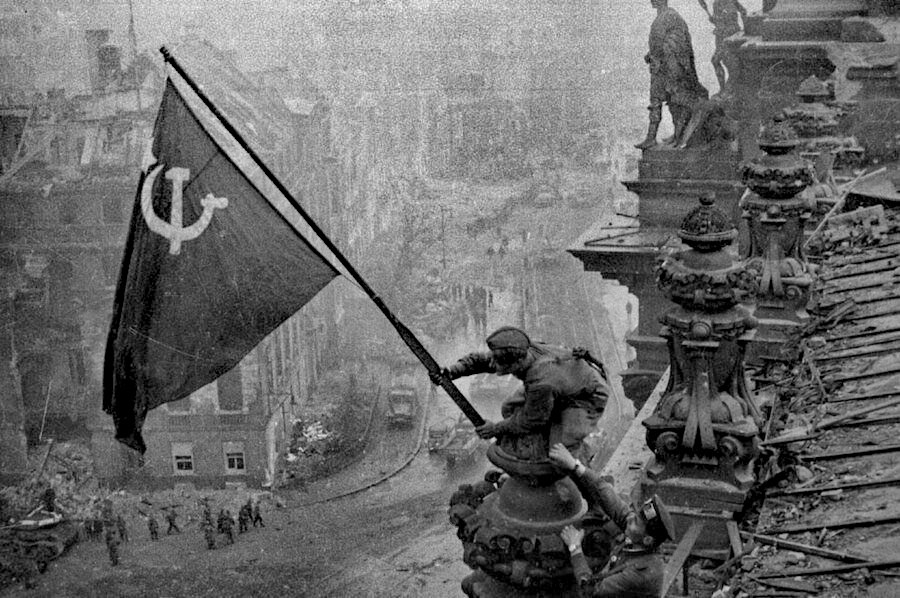
陥落した議事堂

## 終焉

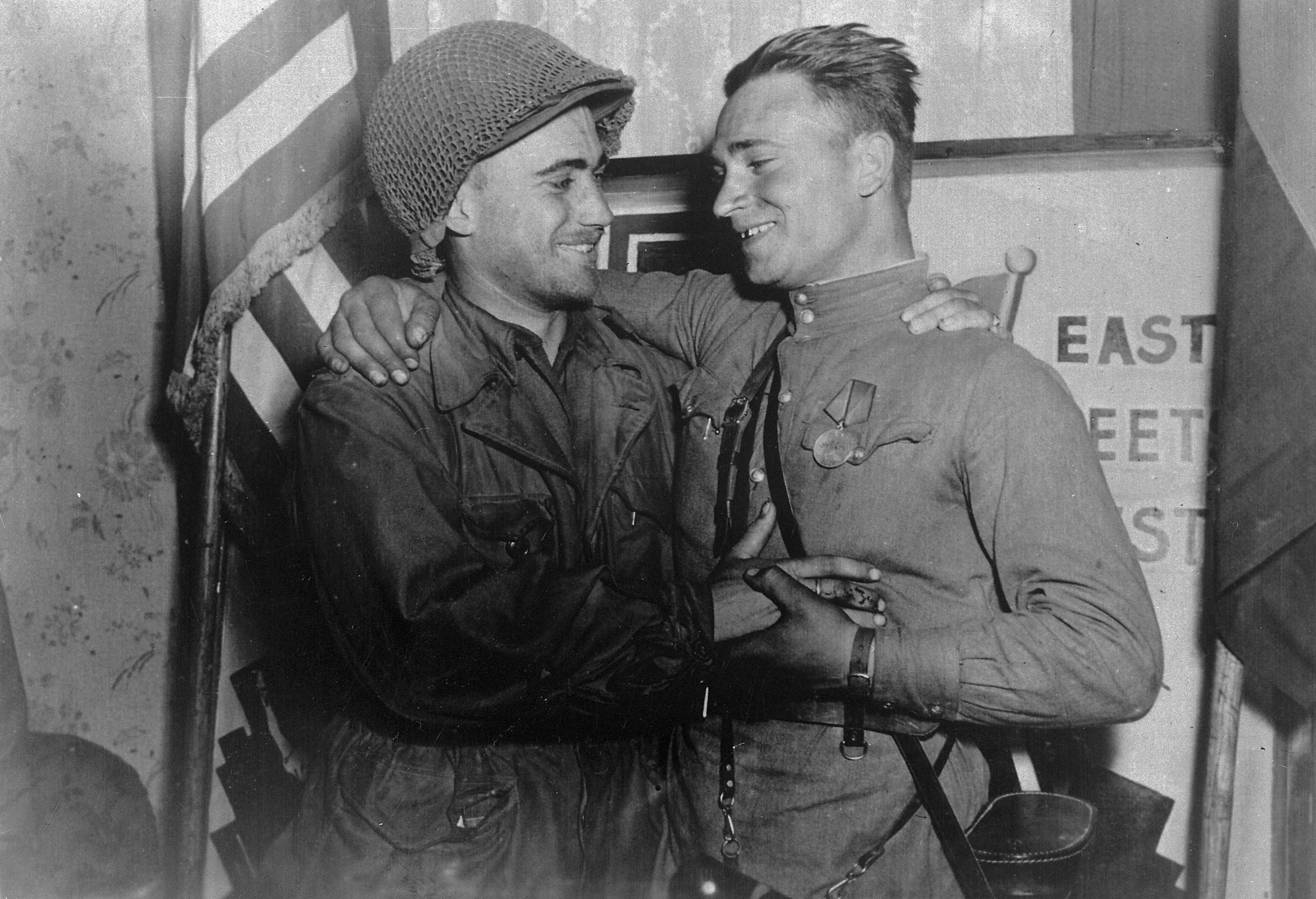
エルベ川で合流したアメリカ軍と赤軍の兵士（1945年4月25日）

### ドイツ無条件降伏
ドイツ南部にはまだ武装したドイツ軍部隊が多く、5月1日にヒトラーの後継者として大統領に指名されたデーニッツの隷下にあった。彼は、5月6日に全権委任したアルフレート・ヨードルをフランスランスの連合軍最高司令官アイゼンハワーの司令部に派遣、赤軍に包囲されたバルト海沿岸のドイツ東部から避難民を海路ドイツ西部に受け入れるまでの時間的猶予を交渉、48時間の猶予を許され、発効を5月9日零時として5月7日にドイツ国防軍全軍の無条件降伏文書に署名した。それでも多くの避難民は赤軍の手に落ち、悲惨な運命をたどることになった。

## 余波

### ドイツ人への報復

終戦後のベルリン市街地（1945年7月3日）

ソビエト軍の報復は苛烈を極め、多くの女性がソビエト軍将兵により強姦され、数多くの市民が自殺した。ゲルハルト・ライヒリング博士に拠ると、当時ベルリンの女性の平均人口は149万5500人と推計され、その6.7%に相当する10万人が赤軍兵士による性暴力の被害者となり、うち10%前後が性病にかかったとされている。強姦された女性は心理的外傷を負い、10万人のうち1万人前後が死亡した。強姦から身を守るため、女性は不潔な身なりをしたり、あるいは伝染病にかかっているふりをした。又ある者（マルタ・ヒラーズ）は、強姦被害を受けた後、ソ連軍の少佐に奉仕し、パトロンになってもらうことで、身を守っていた。ただし、ソ連軍の軍人全てがそうであったわけではなく、中には捕虜にしたドイツ兵やヒトラーユーゲントに対して、スープやチョコレートを振舞ったりする兵士もいた。
これはベルリンに限ったことではなく、赤軍に占領されたドイツの町や村の多くで起こった。ソ連の作家イリヤ・エレンブルクは1964年に出版した回想録に「ブロンドのドイツ娘をさらえ、それは諸君の戦利品だ！」と赤軍兵士を煽ったことで非難されたことを記している。なおこのような赤軍兵士による「報復」は、その後政治将校がベルリンに到着し綱紀粛正が行われるとともに減少した。政治将校の中には、治安を乱す赤軍兵士を即座に射殺することもあった。

また、ソ連は戦利品部隊を占領下ドイツに送り込み、ベルリンの博物館島や、ドイツ各地の博物館、美術館、個人収集品から250万点にも及ぶ絵画、彫刻等の美術品を戦利品として劫掠した。ハインリヒ・シュリーマンが発見した「トロイアの黄金」も劫掠された一つである。この内、約100万点は今なおドイツに返還されていない。

### 在留邦人の運命

#### 避難組
1945年4月当時ベルリンには、駐独日本大使館があったほか、同盟国ドイツやドイツ軍との連絡、新兵器技術を研修・習得するため多くの民間人技術者や技術将校が所属する陸軍武官事務所、海軍武官事務所があった。またその他に軍需メーカーの関係者、大倉商事や三菱商事などの商社関係者、同盟通信や毎日新聞、朝日新聞などの報道関係者、芸術家、留学生などおよそ400人から500人ほどの日本人が在住していた。これらの民間人の多くは4月に入るとベルリン郊外に避難した。ベルリンの南西80 kmのマールスドルフにある城に120名の日本人が篭城した。このような避難所は他にもベルツィヒなどベルリン郊外に数か所あり、それぞれに大使館関係者が帯同した。
4月13日に、ドイツの航空機体調査を担当している海軍武官事務所の永盛義夫技術中佐、樽谷由吉技術大尉は車でベルリンを離れ、ペーネミュンデ南方のロストックにあるハインケル社の工場で、ジェット機の技術資料を入手し、4月末まで同地に留まった後、中立国スウェーデンへ脱出した。

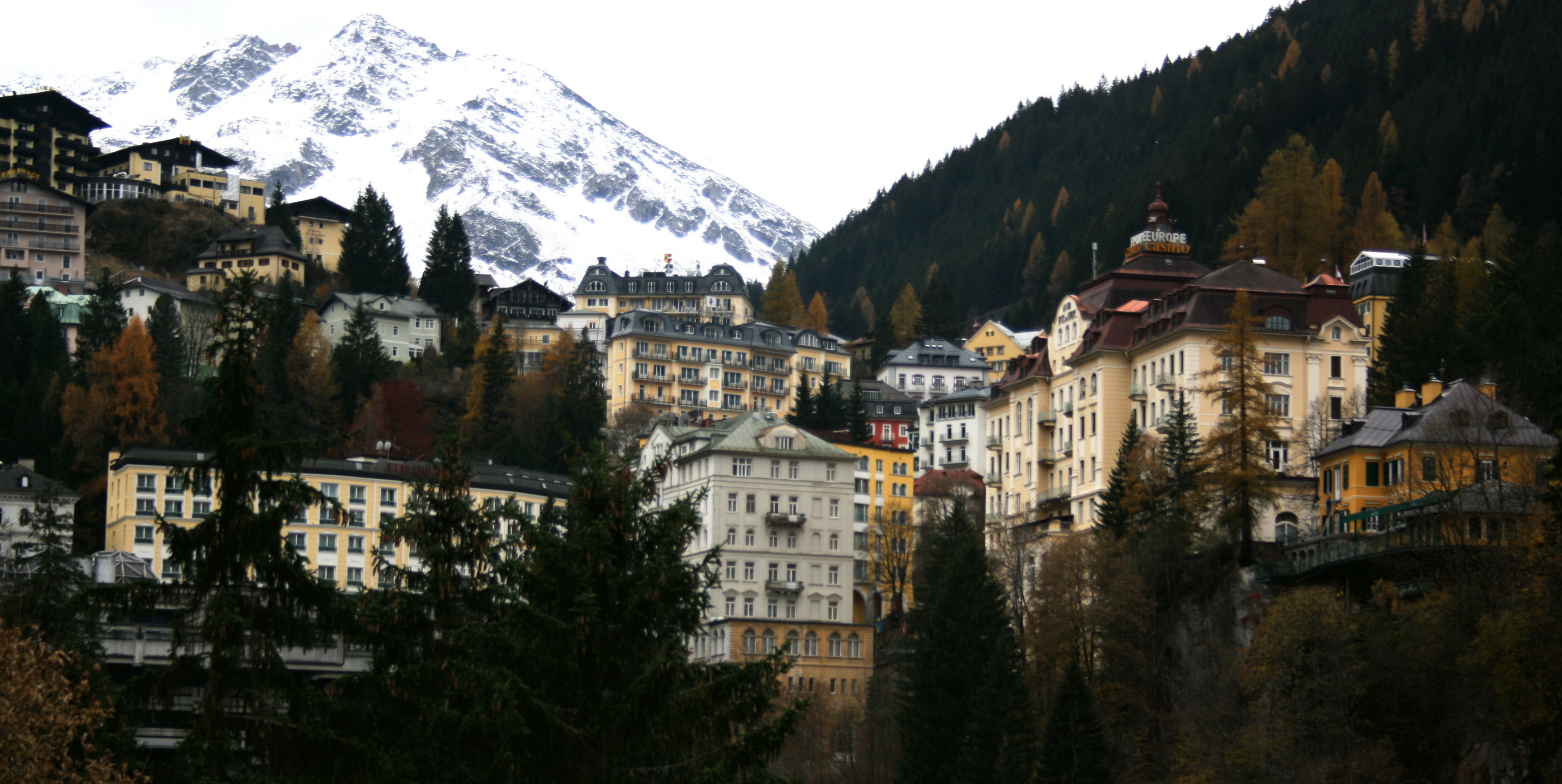
バート・ガスタイン

翌4月14日には、ドイツ外務省とヨアヒム・リッベントロップ外相からの要請を受けて、駐独日本大使の大島浩以下大使館関係者の多くと大使館付武官も自動車11台に分乗してベルリンを離れ、ドレスデンやザルツブルクを経由してバート・ガスタイン（現オーストリア）へ避難した。
5月8日には早くも、日本と交戦しているイギリス軍とアメリカ軍がバート・ガスタインに到着し、大島大使や武官を含む大使館関係者は滞在していたアストリアホテルにおいてアメリカ軍の軟禁下に置かれた。7月1日にはフランス経由でアメリカに送られ、その後百数十人の民間人も同じくアメリカに移送された後11月に日本へ向かった。

#### 残留組
大使館に残留した河原酸一郎参事官以下少数の大使館員（2人のドイツ人女性タイピストを含む）と民間人は、地下壕に前もって備蓄されていた100人が2か月間暮らせるだけの食料と地下に掘られた井戸、ローソクなどを頼りに籠城を続けたが、ベルリン陥落の危機が迫る中、4月22日には機密書類などを廃棄した。その後水と電気が止まったためにローソクと備蓄食料を頼りに生活せざるを得なくなった。
その後ソ連軍が入城すると、5月2日にはロシア語ができる大使館員らの制止を無視して、下級兵士が日ソ中立条約により中立関係にある大使館に押し入り、大使館員の時計や食料などを強奪するに至った。これに対して残留していた大使館員がソ連軍司令部に抗議をしたため、後に大使館入り口に警備兵が立つことになった。しかしその後もソ連軍は、司令部に訪れた日本大使館員を数日間監禁し、残留ドイツ首脳陣との連絡の有無やリッベントロップ外相の行方などについて尋問するという国際法に違反する行為を行った。なおベルリン中心地で無事に残った建物は、オペラ座と日本大使館だけであったと言われる。
さらにドイツの降伏を受けて、ベルリンに4か国共同統治が敷かれ、イギリス軍やアメリカ軍がベルリンに入城してくることが決まったため、5月18日には、全ての残留大使館関係者とベルリン郊外のソ連占領区域に避難していた民間人に対して退去が命じられ、20日にはモスクワ経由でシベリア鉄道で帰国させられた。なおこれには、スウェーデンに在留していた日本人も合流した。

## 防衛に参加した部隊
参考文献

### ヴァイクセル軍集団
司令官 : ゴットハルト・ハインリツィ上級大将

#### 第3装甲軍
司令官 : ハッソ・フォン・マントイフェル装甲兵大将
- スヴィーネミュンデ軍団（Swinemunde Corps）
  - 第2海軍歩兵師団（2. Marine Division）
  - 第402海軍歩兵師団（402. Marine Division）

- 第32軍団（XXXII. Armeekorps）
司令官 : フリードリヒ・シャック（de）歩兵大将
  - フォークト歩兵師団（Voigt Infanterie-Division）
  - 第281歩兵師団（281. Infanterie-Division）
  - 第549国民擲弾兵師団（549. Volksgrenadier-Division）

- オーデル軍団（Oder Corps）
司令官 : エーリヒ・フォン・デム・バッハ＝ツェレウスキー親衛隊大将
  - クロセック歩兵師団（Klossek Infanterie-Division）
  - 第610歩兵師団（610. Infanterie-Division）

- 第46装甲軍団（XXXXVI Panzer Corps）
司令官 : マルティン・ガーライス（de）歩兵大将
  - 第547国民擲弾兵師団（547. Volksgrenadier-Division）
  - 第1海軍歩兵師団（1. Marine Division）

#### 第9軍
司令官 : テオドーア・ブッセ歩兵大将
- 第101軍団（CI Armeekorps）
司令官 : ヴィルヘルム・ベルリン（de）砲兵大将
  - 第5猟兵師団（5. Jäger-Division）
  - 第309歩兵師団『大ベルリン』（309. Infanterie-Division (Groß-)Berlin ）
  - 第25装甲擲弾兵師団（25. Panzergrenadier-Division）
  - 千夜一夜戦闘団（Kampfgruppe 1001 Nacht）

- 第56装甲軍団（LVI. Panzerkorps）
司令官 : ヘルムート・ヴァイトリング砲兵大将
  - 第9降下猟兵師団（9.Fallschirmjäger-Division）
  - 第18装甲擲弾兵師団（18. Panzergrenadier-Division）
  - 第20装甲擲弾兵師団（20. Panzergrenadier-Division）
  - ミュンヘベルク装甲師団（Panzer-Division Müncheberg）

- 第11SS装甲軍団（XI. SS-Panzerkorps）
司令官 :  マティアス・クラインハイスターカンプ親衛隊大将
  - 第303歩兵師団『デーベリッツ』（303. Infanterie-Division "Döberitz"）
  - 第169歩兵師団（169. Infanterie-Division）
  - 第712歩兵師団（712. Infanterie-Division）
  - クーアマルク装甲擲弾兵師団（Panzergrenadier-Division Kurmark）

- 第5SS山岳軍団（V. SS-Freiwilligen-Gebirgskorps）
司令官 : フリードリヒ・イェッケルン親衛隊大将
  - 第286歩兵師団（286. Infanterie-Division）
  - 第32SS義勇擲弾兵師団『1月30日』（32. SS-Freiwilligen-Grenadier-Division „30. Januar“）
  - 第391保安師団（391. Sicherungs-Division）

#### 軍集団予備
- 第3SS装甲軍団（III. SS-Panzerkorps）
司令官 : フェリックス・シュタイナー親衛隊大将
  - （後に第9軍に割り当てられた師団）
    - 第11SS義勇装甲擲弾兵師団『ノルトラント』（11. SS-Freiwilligen Panzergrenadier-Division "Nordland"）
    - 第23SS義勇装甲擲弾兵師団『ネーデルラント』（23. SS-Freiwilligen-Panzergrenadier-Division "Nederland"）

  - （後に第3装甲軍に割り当てられた師団）
    - 第27SS義勇擲弾兵師団『ランゲマルク』（27. SS-Freiwilligen-Grenadier-Division "Langemarck"）
    - 第28SS義勇擲弾兵師団『ヴァロニエン』（28. SS-Freiwilligen-Grenadier-Division „Wallonien“）

### 中央軍団集団
司令官 : フェルディナント・シェルナー元帥

#### 第4装甲軍（4.Panzerarmee）
司令官 : ヒューベルト・グレーザー（de）装甲兵大将（後に第9軍に移籍）
- 第5軍団（4. Panzerarmee）
司令官 : クルト・ヴェーガー砲兵大将
  - 第35SS警察擲弾兵師団（35. SS- und Polizei-Grenadier-Division）
  - 第36SS武装擲弾兵師団（36. Waffen-Grenadier-Division der SS）
  - 第275歩兵師団（275. Infanterie-Division）
  - 第342歩兵師団（342. Infanterie-Division）
  - 第21装甲師団（21. Panzer-Division）

#### 第12軍（12. Armee）
司令官 : ヴァルター・ヴェンク装甲兵大将
- 第20軍団（V. Armeekorps）
司令官 : カール・エーリック・ケルナー（de）騎兵大将
  - RAD歩兵師団『テオドール・ケルナー（de）』（Infanterie-Division Theodor Körner）
  - 歩兵師団『ウルリヒ・フォン・フッテン』（Infanterie-Division Ulrich von Hutten）
  - 歩兵師団『フェルディナント・フォン・シル』（Infanterie-Division Ferdinand von Schill）
  - 歩兵師団『シャルンホルスト』（Infanterie-Division Scharnhorst）

- 第39装甲軍団（XXXIX.Panzerkorps）
司令官 : カール・アルント（de）中将
  - （OKW直轄 1945年4月12日～21日）
    - クラウゼヴィッツ装甲師団（Panzer Division Clausewitz）
    - RAD歩兵師団『シュラゲター（de）』（Infanterie-Division Schlageter）
    - 第84歩兵師団（84. Infanterie-Division）

  - （第12軍 1945年4月21日～26日）
    - クラウゼヴィッツ装甲師団（Panzer Division Clausewitz）
    - 第84歩兵師団（84. Infanterie-Division）
    - ハンブルク予備歩兵師団（Reserve Infanterie-division Hamburg”）
    - マイヤー歩兵師団（Meyer Infanterie-division）

- 第41装甲軍団（XXXXI. Panzer-Korps）
司令官 : ルードルフ・ホルステ中将
  - フォン・ハーケ歩兵師団（Infanterie-division Von Hake）
  - 第199歩兵師団（199. Infanterie-Division）
  - 報復兵器歩兵師団（Infanterie-division Vergeltungswaffe）

- 第48装甲軍団（XLVIII. Panzer-Korps）
司令官 : マクシミリアン・フォン・エーデルスハイム装甲兵大将
  - 第14対空師団（14. Flak-Division）
  - ライプツィヒ戦闘団（Kampfgruppe Leipzig）
  - ハレ戦闘団（Kampfgruppe Halle）

### 大ベルリン大管区（Gau Groß-Berlin der NSDAP）
大管区指導者及びベルリン防衛総監 : ヨーゼフ・ゲッベルス

#### 突撃隊集団『ベルリン・ブランデンブルク』（SA-Gruppe Berlin-Brandenburg）
SA集団指導者 : ギュンター・グランツ（de）突撃隊大将
- SA第25旅団『ポツダム』（SA-Brigade 25 „Potsdam“）
- SA第26旅団『ブランデンブルク-東』（SA-Brigade 26 „Brandenburg-Ost“）
- SA第27旅団『ブランデンブルク-西』（SA-Brigade 27 „Brandenburg-West“）
- SA第28旅団『ホルスト・ヴェッセル』（SA-Brigade 28 „Horst Wessel“）
- SA第29旅団『ベルリン-東』（SA-Brigade 29 „Berlin-Ost“）
- SA第30旅団『ベルリン-西』（SA-Brigade 30 „Berlin-West“）
  - SA第1連隊『ベルリン-シャルロッテンブルク（de）』（Standarte 1 „Berlin-Charlottenburg“）
  - SA第2連隊『キューテマイヤー』（Standarte 2 „Kütemeier“）
  - SA第3連隊『ベルリン-ノイケルン』（Standarte 3 „Berlin-Neukölln“）
  - SA第5連隊『ホルスト・ヴェッセル』（Standarte 5 „Horst Wessel“）
  - SA第6連隊『ベルリン-中央』（Standarte 6 „Berlin-Mitte“）
  - SA第7連隊『ベルリン-ヴィルマースドルフ（de）』（Standarte 7 „Berlin-Wilmersdorf“）
  - SA第8連隊『ベルリン-クロイツベルク』（Standarte 8 „Berlin-Kreuzberg“）
  - SA第9連隊『ベルリン-シュテーグリッツ』（Standarte 9 „Berlin-Steglitz“）
  - SA第10連隊『ベルリン-ヴェディング（de）』（Standarte 10 „Berlin-Wedding“）
  - SA第24連隊『カールリッツマン（de）』（Standarte 24 „General Litzmann“）
  - SA第35連隊『ブランデンブルク』（Standarte 35 „Brandenburg“）
  - SA第39連隊『東プリーグニッツ』（Standarte 39 „Ostpriegnitz“）
  - SA第64連隊『ウッカーマルク』（Standarte 64 „Uckermark“）
  - SA第205連隊『ベースコー（de）及びシュトルコー（de）』（Standarte 205 „Beeskow-Storkow“）
  - SA第206連隊『グロースベーレン（de）』（Standarte 206 „Großbeeren“）
  - SA第207連隊『オーバーバルニム（de）』（Standarte 207 „Oberbarnim“）
  - SA第208連隊『ニーダーバルニム（de）』（Standarte 208 „Niederbarnim“）
  - SA第235連隊『ポツダム』（Standarte 235 „Potsdam“）

#### 親衛隊上級地区『シュプレー』（SS-Oberabschnitt „Spree“）
SS上級地区指導者 : マックス・シュネーラー（en）親衛隊中将（ヨーゼフ・ディートリッヒ代行）
- 一般親衛隊徒歩連隊（SS-Fußstandarten）
  - 第6SS徒歩連隊（6.SS-Standarte）
  - 第15SS徒歩連隊『ノイルピーン』（15.SS-Standarte Neuruppin）
  - 第27SS徒歩連隊『フランクフルト・アン・デア・オーダー』（27.SS-Standarte Frankfurt (Oder)）
  - 第42SS徒歩連隊（42.SS-Standarte）
  - 第44SS徒歩連隊『エーベルスヴァルデ』（44.SS-Standarte Eberswalde）
  - 第54SS徒歩連隊『ランツベルク（ヴァルテ）（de）』（54.SS-Standarte Lansberg / Warthe）
  - 第75SS徒歩連隊（75.SS-Standarte）
  - 第80SS徒歩連隊（80.SS-Standarte）

#### 国民突撃隊（Volkssturm）
ベルリン国民突撃隊指導者 : ギュンター・グランツ突撃隊大将
- アドルフ・ヒトラー義勇軍（Freikorps Adolf Hitler）

司令官 : ロベルト・ライ労働戦線及び組織全国指導者
- 第3国民突撃隊大隊（Volkssturm-Bataillon 3）
  - 第1～146中隊
  - 第149中隊
  - 第155中隊
  - 第162～164中隊
  - 第191中隊
  - 第201～205中隊
  - 第209中隊
  - 第211中隊
  - 第229中隊
  - 第260中隊
  - 第283中隊
  - 第301～391中隊
  - 第403～407中隊
  - 第410～415中隊
  - 第425～427中隊
  - 第432中隊
  - 第456中隊
  - 第469中隊
  - 第501～508中隊
  - 第511～517中隊
  - 第521中隊
  - 第552中隊
  - 第555～556中隊
  - 第569中隊
  - 第591中隊
  - 第603～619中隊
  - 第628中隊
  - 第669中隊
  - 第691中隊
  - 第699中隊
  - 第705～709中隊
  - 第715中隊
  - 第721～723中隊
  - 第801～803中隊
  - 第807～811中隊
  - 第869中隊
  - 第899中隊
  - 第903中隊
  - 第962中隊
  - 第990中隊